# Champagne, Charente-Maritime
Champagne là một xã trong tỉnh Charente-Maritime trong vùng Nouvelle-Aquitaine tây nam nước Pháp. Xã này nằm ở khu vực có độ cao từ 1-40 mét trên mực nước biển.